# Culicoides chiopterus
Culicoides chiopterus är en tvåvingeart som först beskrevs av Johann Wilhelm Meigen 1830.  Culicoides chiopterus ingår i släktet Culicoides och familjen svidknott. Arten har ej påträffats i Sverige. Inga underarter finns listade i Catalogue of Life.